# ロングアイランド鉄道の廃駅
ロングアイランド鉄道の廃駅（ロングアイランドてつどうのはいえき）では、ロングアイランド鉄道の廃駅一覧を記す。

## 現有路線の廃駅

### 本線
本線のものについて記す。
※上側がロングアイランドシティ駅方面、下側がグリーンポート駅方面
- ウィンフィールド駅
- グランド・ストリート駅
- レゴパーク駅
- マタウォック駅
- ホープデール駅
- ウエストブリッジ駅
- ダントン駅
- ユニオンホールストリート駅
- キャナルストリート駅
- ヒルサイド駅
- ウィロウツリー駅
- ベルエア駅
- グラマン駅
- ベスジャンクション駅
- リパブリック駅
- エッジウッド駅
- ピルグリム州立病院
- トンプソンズ駅
- パインエア駅
- サフォーク駅
- セントラル・アイスリップ州立病院
- ニコルズロード駅
- レイクランド駅
- ハーマナービル駅
- ホルブルック駅
- ホルツビル駅
- バートレット駅
- ファイアプレイス駅
- カーマンス川駅
- アップトンロード駅
- キャンプアップトン駅
- Wampmissick[訳語疑問点]駅
- マナービル駅
- カルバートン駅
- アケボーグ駅
- ジェームズポート駅
- ローレル駅
- カッチョーグ駅
- ペコニック駅